# Nikos Barboudis
Nikolaos (Nikos) Barboudis (n. 6 martie 1989, Cluj, România) este un fotbalist greco-român care evoluează în prezent la Ethnikos Achna.

## Viața persoanlă
Nikos este nepotul lui Mihăiță Neșu, fostul fundaș al Stelei și al lui Utrecht, poreclit bișonul.